# ملک دینار
ملک دینار، فرمانده غزان بود که توانست با حمله به کرمان و جیرفت و شکست محمدشاه دوم، آخرین سلطان قاوردی، در سال ۵۸۳ حکومت غزان کرمان را تأسیس کند.

## حکومت
ملک دینار در سال ۵۸۱ هجری از دست سلطان شاه که به سرخس حمله کرده بود فرار کرد و به کرمان رفت.
سپاه کرمان توان مقاومت را نداشت و ملک دینار شهر کرمان را بدست آورد و در مدت هشت سال حکومتِ او، آرامش به کرمان بازگشت.
ملک دینار بدون غارت و جنگ، شهر بردسیر و خبیص و اطراف آن را فتح کرد.
ملک دینار از خاتون کرمانی، دختر ملک طغرل و عمهٔ محمدشاه، خواستگاری کرد.
او همچنین به دیدار پادشاه جزیره قیس رفت و پادشاه قیس برای وی هدایای با ارزشی فرستاد.
لشکر غز، چند مرتبه علیه ملک دینار توطئه کردند و در زمان او، فرزندان مجاهد شورش کردند و ملک با آنان درگیر شد و ملک دینار، کوبنان، جیرفت، هرمز و قلعهٔ منوجان را گرفت.
ملک دینار، وزیرش خواجه جمال را عزل کرد و ناصح‌الدین را وزیر خود کرد.
ملک دینار در سال۵۹۱ بر اثر بیماری سرسام درگذشت.